# Rory Storm & the Hurricanes
Rory Storm & The Hurricanes was een populaire Engelse band uit Liverpool, opgericht in het begin van de jaren 60. Zanger en voorman was Rory Storm (1938-1972, echte naam Alan Caldwell). Het bekendste lid van de band was echter Beatles-drummer Ringo Starr.

## Bezetting
- Rory Storm (geboren als Alan Caldwell, zang)
- Johnny Guitar (geboren als John Byrne, ritmegitaar)
- Ty Brian (geboren als Charles O'Brien, leadgitaar)
- Lou Walters (geboren als Wally Eymond, basgitaar)
- Ringo Starr (geboren als Richard Starkey, drums).

## Geschiedenis
Rory Storm richtte in januari 1957 een skiffle-band op. Vooreerst noemden ze zich Al Caldwells Texans, daarna The Raving Texans, Al Storm & the Hurricanes, Jett Storm & the Hurricanes en vanaf augustus 1959 uiteindelijk Rory Storm & the Hurricanes. In 1960 begonnen ze op te treden met rock-'n-roll-nummers van onder andere Chuck Berry en Jerry Lee Lewis. In mei speelden ze met Gene Vincent in Liverpool en werd hun een verbintenis aangeboden voor de zomer, met een gage van 25 pond per week voor elk.
Vanwege deze verplichting weigerde de band een verbintenis in Hamburg en in hun plaats gingen The Beatles. Echter in september gingen ook The Hurricanes naar Hamburg en speelden ze daar met The Beatles in de Kaiserkeller. Ze kregen een hogere gage dan The Beatles en werden door het publiek beter geaccepteerd.
In oktober namen The Hurricanes in Hamburg drie coverversies op van bekende nummers Fever, September Song en Summertime, waarbij ze werden begeleid door John Lennon, Paul McCartney en George Harrison als achtergrondzangers.
In 1961 en 1962 speelden The Hurricanes in het Verenigd Koninkrijk, Frankrijk en Spanje. In augustus 1962 verliet Ringo Starr de band om zich te voegen bij The Beatles, als vervanger van Pete Best. Sindsdien waren The Hurricanes constant op zoek naar een nieuwe drummer, omdat niemand lang bleef. Een van de tijdelijke drummers was Keef Hartley, die zich in augustus 1963 bij The Hurricanes voegde.
In 1964 maakte de band opnamen in Londen onder regie van Brian Epstein, de manager van The Beatles. De single America verscheen in december, maar het verwachte succes bleef echter uit. 
In 1967 zakte Ty Brian tijdens een concert in elkaar. Kort daarna overleed hij op 26-jarige leeftijd. De band viel uit elkaar. Rory Storm probeerde later om de band weer nieuw leven in te blazen, echter tevergeefs. Rory Storm stierf op 27 september 1972 op 34-jarige leeftijd, waarschijnlijk aan een overdosis tabletten, samen met zijn moeder.

## Discografie
- 1963: Dr. Feelgood / I Can Tell
- 1964: America / Since You Broke My Heart